# Fédération Nationale des Sourds de France
La Fédération Nationale des Sourds de France (in lingua italiana Federazione Nazionale dei Sordi di Francia) è l'associazione della comunità sorda francese.